# Parogovia sironoides
Parogovia sironoides is een hooiwagen uit de familie Neogoveidae.